# Polonia Bytom (hokej na lodzie kobiet)
Polonia Bytom - żeński klub hokeja na lodzie, jedna z sekcji BS Polonii Bytom. Najbardziej utytułowana drużyna hokejowa kobiet w polskiej lidze, kilkunastokrotny Mistrz Polski, uczestnik Pucharu Europy kobiet.

## Sukcesy
- Mistrz Polski (14): 2009/10, 2010/11, 2011/12, 2012/13, 2015/16, 2016/17, 2017/18, 2018/19, 2019/20, 2020/21, 2021/22, 2022/23, 2023/24, 2024/25
- Wicemistrz Polski (2): 2008/09, 2013/14
- Trzecie miejsce w mistrzostwach Polski (2): 2007/08, 2014/15
- Puchar Polski (1): 2010

## Mistrzostwa Polski
| Sezon   | Mistrzostwa Polski |
| ------- | ------------------ |
| 2007    | 7. miejsce         |
| 2007/08 | 3. miejsce         |
| 2008/09 | 2. miejsce         |
| 2009/10 | 1. miejsce         |
| 2010/11 | 1. miejsce         |
| 2011/12 | 1. miejsce         |
| 2012/13 | 1. miejsce         |
| 2013/14 | 2. miejsce         |
| 2014/15 | 3. miejsce         |
| 2015/16 | 1. miejsce         |
| 2016/17 | 1. miejsce         |
| 2017/18 | 1. miejsce         |
| 2018/19 | 1. miejsce         |
| 2019/20 | 1. miejsce         |
| 2020/21 | 1. miejsce         |
| 2021/22 | 1. miejsce         |
| 2022/23 | 1. miejsce         |
| 2023/24 | 1. miejsce         |
| 2024/25 | 1. miejsce         |

## Europejskie Puchary

### edycja 2010/2011

#### Puchar Europy - I runda
Turniej w Jełgawie
Polonia Bytom 1:8 SHK Laima Riga  

Polonia Bytom 4:8 Vålerenga IF Oslo  

Polonia Bytom 5:15 Herlev Hornets 
Polonia zajęła czwarta miejsce w grupie i odpadła z rozgrywek.

### edycja 2011/2012

#### Puchar Europy - I runda
Turniej w Bytomiu
Polonia Bytom 10:2 Valladolid Panteras  

Polonia Bytom 3:6 Bolzano Eagles  

Polonia Bytom 0:19 ESC Planegg 
Polonia zajęła trzecie miejsce w grupie i odpadła z rozgrywek.

### edycja 2012/2013

#### Puchar Europy- I runda
Turniej w Wiedniu
Polonia Bytom 4:11 HC Slavia Praga  

Polonia Bytom 1:4 HK SKP Poprad  

Polonia Bytom 0:15 EHV Sabres Vienne 
Polonia zajęła czwarte miejsce w grupie i odpadła z rozgrywek.

### edycja 2013/2014

#### Puchar Europy- I runda
Turniej w Nowej Wsi Spiskiej
Polonia Bytom 1:7 HC Nowa Wieś Spiska 

Polonia Bytom 2:9 SK Karviná  

Polonia Bytom 2:5 Hvidovre IK 
Polonia zajęła czwarte miejsce w grupie i odpadła z rozgrywek.